# 関原 (台湾)
関ヶ原（せきがはら、台: 關原〈クァンユェン〉）は、台湾の中部横貫公路（東西横貫公路）、省道台8線の起点（台中市東勢区）からの距離117キロメートル、標高2372メートルに位置する。花蓮県秀林郷の北西部の富世村に属する地区である。中部横貫公路最高点の大禹嶺（標高2565m）より太魯閣方面に向かう高地にあり、渓谷に近い地形の気候要素により雲海の発生することが多く、「関原雲海」、「合歓観雲」と称される

## 地理
関原は中央山脈に位置し、北側の畢禄山（標高3371m）の下方にあり、南側には立霧渓（タツキリ渓谷）が東に延び、渓谷の向こう側に屏風山（標高3250m）を望む。中部横貫公路沿線の平坦な高地にあり、東約11キロメートル (11.13km) の碧緑神木と西約5キロメートル（4.9km）の大禹嶺の間に位置する。

## 歴史

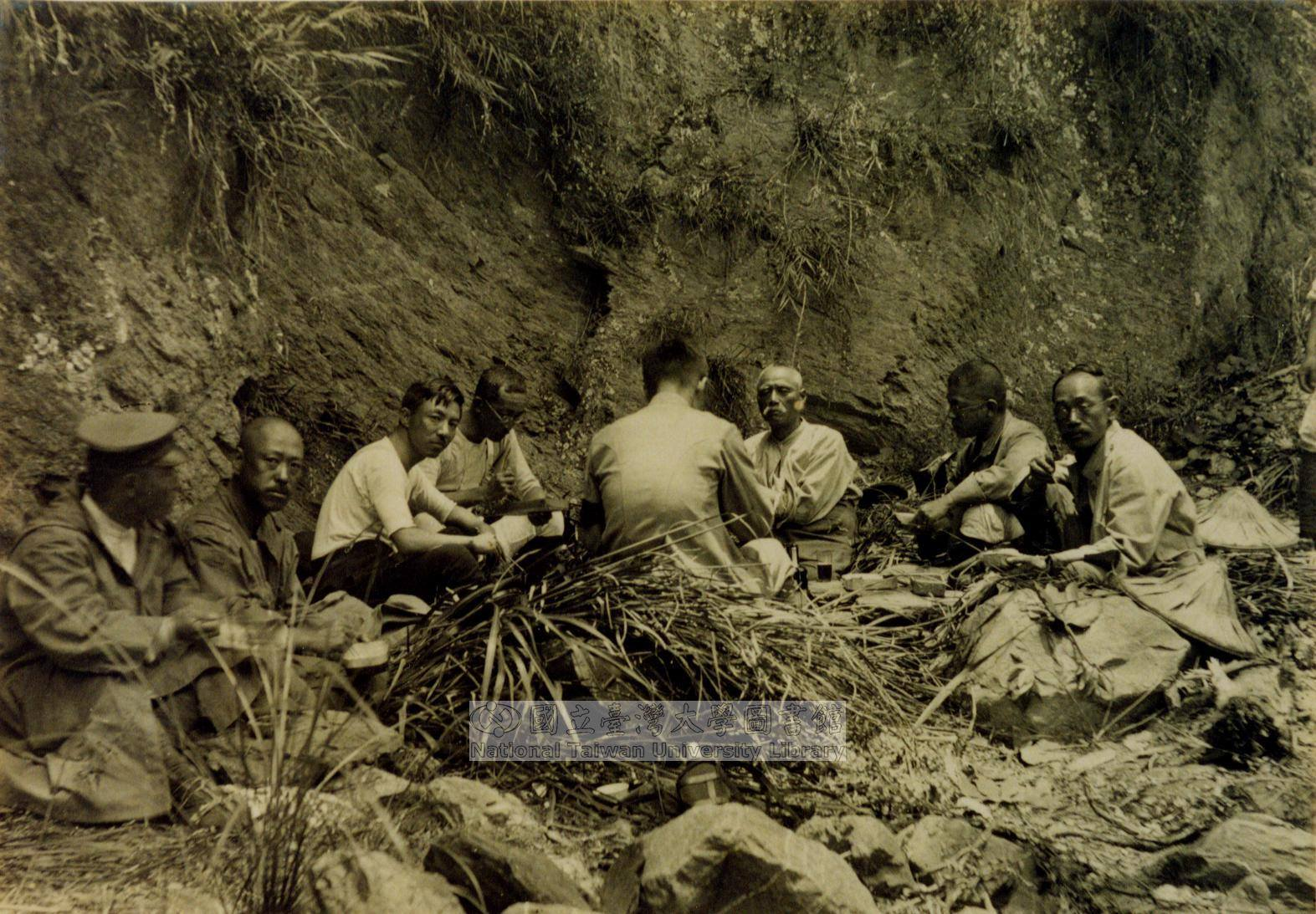
1914年、関原巡察時の佐久間左馬太総督（正面中央）一行

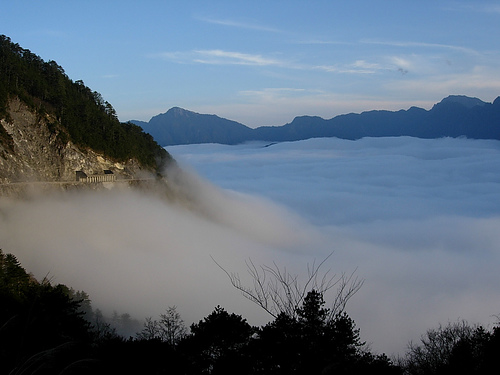
関原の雲海（左: 中部横貫公路「金馬隧道」）

1914年の太魯閣戦争（太魯閣戦役）の際、合歓山の麓より立霧渓谷沿いに軍用道路が開削され、台湾総督佐久間左馬太の指揮のもと太魯閣族（タロコ族）原住民討伐のために使用された。屏風渓（屏風山渓谷）と塔次基里渓（立霧渓中流）が合流する河岸段丘地点が第一陣営として使われ、駐屯した佐久間総督により岐阜県の「関ヶ原」（不破郡関ケ原町）にちなんで名付けられた。その場所は現在の中部横貫公路の下方、標高約2000メートルにある「関原旧跡」（台: 關原駐在所）であり、命名は、かつて西の托博閣（陶樸閣〈Tpuqu〉) 族と東の太魯閣族が、この狩猟地の縄張り争いを引き起こしたことに由来する。

## 施設
- 関原ガソリンスタンド（台: 關原加油站[19]） - 台湾中油。1986年（民国75年）開設。台湾最高地点のガソリンスタンド[20][21]。
- 合観派出所（台: 合歡派出所） - 花蓮県警察局（台: 花蓮縣警察局）新城分局[22]。台湾最高地にある交番（台: 派出所）の1つ[23]。ほかには翠峰派出所（標高2300m）・華岡派出所（標高2450m）がある[24]。
- 旧・関原焼却場（台: 關原焚化廠） - 関原周辺一帯のごみ焼却施設として開設されたが、処理量不足や不完全燃焼などから使用停止。その後、2009年（民国98年）の施設転用の発表まで10年余り放置された[25]。
- 救国団観雲山荘（台: 救国團觀雲山莊） - 中国青年救国団が運営する関原の宿泊施設[26]。救国団青年活動センター（台: 救国團青年活動中心）の1つ[27]。

## 周辺
- 大禹嶺 - 「合歓山隧道」中部横貫公路最高点。西方約5キロメートル（標高2565m）。
- 碧緑神木 - ランダイスギの巨木。樹齢300年余り、樹高50メートル、直径3.5メートル。東方約11キロメートル（標高2150m）[11]。